# Скіфська міфологія
Скіфська міфологія — сукупність міфів етносу європейських скіфів (сколотів), відомих з античних джерел, чи гіпотетично відновлених з певних елементів скіфо-сколотського мистецтва чи, знов таки, гіпотетично відновлених з відомих наразі міфологічних сюжетів інших народів індо-іранського кола.
Слід звернути увагу на наступне:
| «Міфопоетичний світогляд космологічного періоду виходить з тотожності (або, принаймні, пов'язаності) макрокосму й мікрокосму, природи та людини… Істотно, реально лише те, що сакралізовано, а сакралізовано лише те, що складає частину космосу, що виводиться з нього, причетне до нього. Тільки в сакралізованому світі відомі правила його організації, що належать до структури простору та часу. Поза ним — хаос, царство випадковостей… Вищою цінністю (максимум сакральності) володіє та точка у просторі та часі, де й коли здійснився акт творіння, тобто центр світу, місце, де проходить axis mundi, найкоротшим чином пов'язуючий землю й людину з Небом й Творцем, та „з початку“, час творіння… Звідси — актуальність вимірювань різного роду в суспільствах архаїчного типу. „Центр світу“ збігається з центром низки вписаних одне в одне сакральних об'єктів — космосу, землі, країни, міста, храму, вівтаря тощо. У цьому сенсі всі ці об'єкти ізоморфні один одному та ізофункціональні. У часовому плані ситуація „на початку“ повторюється під час свята. Свято своєю структурою відтворює порубіжну ситуацію, коли з Хаосу виникає Космос, воно починається з дій, які протилежні тому, що вважається в даному колективі нормою, з заперечення існуючого статусу, та закінчується відновленням організованого цілого шляхом диференціації елементів Космосу та Хаосу за допомогою системи протиставлень. Тому сенс життя, його мету людина космологічного періоду бачила саме в ритуалі, основній суспільній та економічній діяльності людського колективу. Головною ж фігурою ритуалу був цар в архаїчній ролі первосвященика. У цей період цар був, безсумніву, учасником космологічного дійства, а не історичного процесу. Його роль у суспільстві визначалася його космологічними функціями, подібними до функцій інших сакральних представників „центру світу“ (світове дерево, світова гора, божество, трон тощо)… Натомість важливо наголосити, що дар проникати уявою в минуле, в Temps d'Origine властивий поету. З ним пов'язано функцію пам'яті, бачення того, що недосяжне іншим членам колективу, — і в минулому, й в сьогоденні, й в майбутньому. Поет як носій обожненої пам'яті виступає хранителем традицій всього колективу. Цю пам'ять втілено у поетичні тексти про події, пов'язані з актом творіння, причому послідовність цих подій (при загальній циклічній схемі часу) відображається у часовій структурі розповіді. ... Широке коло фактів, що відносяться до найбільш архаїчних колективів наразі й у минулому, свідчить, що в текстах космологічного періоду завжди можна виділити, принаймні, три групи схем: 1. власне космологічні схеми, 2. схеми, що описують систему спорідненості та шлюбних відносин та 3. схеми міфо-історичної традиції. Останні схеми складаються, як правило, з міфів й того, що умовно можна назвати „історичними“ переказами.»[1] |
Нижче розглянуто декілька відомих зі скіфського мистецтва та античних джерел скіфо-сколотських міфічних сюжетів.

## Зооморфний сюжет«олень— хижак»
| Розглядаючи складові зображень скіфо-сибірського мистецтва й походження його сюжетів, необхідно виділити образ оленя, як найбільш характерний та сталий... Отже, його місце в ідеології скіфського періоду необхідно виводити з уявлень, що виникли на більш давніх щаблях соціально-економічного розвитку, коли він міг бути не тільки найголовнішою мисливською здобиччю, але і найбільш поширеним тотемом далеких пращурів іранських племен. Нагадаємо, що перська назва скіфів «сака» означає олень і що це ж слово зустрічається у складі власних та племінних скіфських імен.[2] |
Щодо значення та поширення оленя у скіфській, чи, ширше, у міфології народів північної півкулі, то важливим є наступне: 
| Важко переоцінити його значення в житті первісних мисливців — адже в господарстві використовувались не тільки м'ясо, а й шкіра, роги і кістки для виготовлення знарядь, жили для кріплення тощо. Життя общин повністю залежало від кількості поголів'я оленів. Отже, в первісних людей складається надзвичайно шанобливе ставлення до цієї тварини, залежність породжує відчуття спорідненості… мисливський культ оленя-предка трансформується в аграрний культ патрона плодючості та достатку… Олень постав перед людьми носієм сексуальної енергії, життєдайної сили, величної краси і безсмертя, оскільки його грандіозні роги відновлюються кожної весни, як древо життя. Золотаво-червоний колір шкури благородного оленя порівнювався з сонцем… В індоєвропейській міфології поширений сюжет про погоню за чарівним нездоланним оленем, який приводить до царської чи світової влади. Переслідування оленя в даному контексті може трактуватись випробуванням для майбутнього царя (одного з трьох царевичів)… Місце оленя в світовій міфології можна визначити як медіатора в бінарних опозиціях: люди — тварини (живі-мертві) в мисливських суспільствах і люди — небесні сили в аграрних. Без сумнівів тільки надзвичайно важливе значення оленя в первісній ідеології могло призвести до такого широкого розповсюдження цього культу в пізніші часи.[3] |
Олень, якого терзає хижий звір/птах, зображений у характерному динамічному стилі — найпоширеніший сюжет у скіфському мистецтві епохи скіфської архаїки.

| Для всіх … архаїчних суспільств, включно й скіфського, була характерна така форма суспільної свідомості, в якій уся природа, усі космічні та соціальні сили виступають у тваринних образах. Ця форма суспільної свідомості, без сумніву, давніше антропоморфного сприйняття природи. … Найбільш загальне тлумачення цих сцен — безперервність життєвого циклу, відродження через знищення.[4] |
Окрім календарного (смерть та відродження, життя як безперервний коловорот природи) щодо цієї сюжетної лінії міфології скіфів-кочовиків висловлено наступну думку:

| «Цей… міф, втілений в образі грифів, грифонів (та інших хижаків), що терзають солярний диск, оленя або коня, й стає провідним образом „звіриного стилю“, який втілює велике світовідчуття степової Скіфії. Підкреслений дуалізм цього „основного міфу“, нескінченна боротьба двох початків на всіх рівнях й у всіх іпостасях дають змогу порівнювати це світовідчуття з зороастризмом споріднених скіфському світу іранців Середньої Азії та Персії. Однак, судячи з … образності „звіриного стилю“, „рівноправність“ двох протиборчих початків було висловлено в світовідчутті Скіфії більш суворо, ніж в класичному зороастризмі, й, тим більш, в маздеїзмі перських царів. Стає зрозумілим постійний осуд північних кочівників як таких, „що вклоняються девам“ в текстах зороастризму та написах Ахеменідів. Цей „вічний бій“, вічна боротьба за вогнено-світлове джерело життя, боротьба, в якій немає жодного натяку на остаточну перевагу „світлих“ сил над „темними“, боротьба, в якій не актуальний поділ на абсолютні добро та зло, боротьба чимось споріднена з більш мирною взаємодією китайських „інь“ та „ян“ в єдності „Тайдзи“ — і є, мабуть, основною „філософемою“ Скіфії.»[5] |
Окремої уваги заслуговують прикраси скіфських коней у вигляді рогів оленя, які відомі у мистецтві скіфів Алтаю. Ймовірно, ці прикраси мали культове значення та у певному ритуалі (сколотський аналог ашвамедха ?) були прикрасами жертовного коня, оспіваного у відомому «Гімні офірному коню» (Рігведа, І, 163), а саме:
| (1) Заіржав ти уперше, народжуючись, здіймаючись з океану чи першоджерела вод, з крилами сокола, та передніми ногами антилопи, й було це твоє велике й найславніше народження, о кінь! … (9) Він з золотими рогами, він з ногами зі бронзи. Стрімкий, наче думка… … (11) Твоє тіло, о кінь, у дужому злеті, Твій дух мчить наче вітер, Твої роги у безлічі місць з'являються, Ширяють на всі боки лісом…[7] |
Враховуючи опис офірного коня як тварини з «золотими рогами», можливо припустити, що на певному етапі розвитку саме олень посідав місце коня у міфології сколотів й, ширше, індо-іранських племен. З цього приводу є дуже цікавим походження одного зі свят у певної групи осетин, записане В. Міллером. Один з представників цієї родини «бачив одного разу < бога грози Тихоста >, що верхи на олені їхав у напрямку до нього. У правиці він тримав батога, обвішаного бубонцями, й удари його були наче гуркіт грому…»
Цікавим є й наступний факт: в одному з найдавніших джерел новоперською мовою — «Історії Сістану», хварно (див. нижче) постає у вигляді сяйва поміж вух царського коня.
Слід зауважити, що такі поширені у скіфів Алтаю маски коней відсутні серед пам'яток скіфів-сколотів, для яких характерними є декоративні елементи вузди зі сценами терзання оленя хижаком, але 
| «…за своїм змістом й ті й інші абсолютно аналогічні та, оскільки залежність їх одне від одного зовсім виключається, безсумнівно, походять від спільних для Сибіру й Північного Причорномор'я не тільки культо-магічних уявлень, але й форм…»[2] |

## Етнічний (етно-політичний) міф
Дивись також: Ліпоксай, Арпоксай та Колаксай • Таргітай • Табіті
| …«історичні» перекази, разом з генеалогічними схемами, й схеми, що описують систему спорідненості та шлюбних відносин, служачи в кінцевому рахунку одній меті, утворюють такий собі часовий діапазон визначеного колективу, виражений в термінах поколінь, — від пращурів у минулому до нащадків у майбутньому.[1] |
Власне Геродот наводить декілька оповідей щодо походження скіфів, одну з яких він називає скіфською, а саме:
| 5. Скіфи кажуть, що їхній народ є наймолодший серед усіх народів, і ось як це сталося. Їхня країна була пустелею і перша людина, що там з'явилася, був такий, що називався Таргітаєм. Батьками цього Таргітая, як вони кажуть, але я цьому не вірю, були, за їхнім твердженням, Зевс і дочка бога річки Борісфен. Від них походив Таргітай і у нього було троє синів: Ліпоксай, Арпоксай і молодший Колаксай. Коли вони були царями, з неба впали на скіфську землю зроблені з золота плуг, ярмо, сокира і чаша. Перший побачив їх старший і наблизився, щоб їх узяти, але все це золото, коли він підійшов туди, почало горіти. Він віддалився і тоді до них підійшов другий, але із золотом сталося те саме. Отже так своїм полум'ям прогнало їх золото. Проте, коли до нього наблизився третій, молодший, золото згасло і тоді він узяв його собі і пішов із ним додому. І старші брати, після того, що вони побачили, погодилися передати все царство молодшому. 6. Отже, як кажуть, від Ліпоксая походять ті скіфи, плем'я яких називається авхатами, від середнього брата, Арпоксая, ті, що називаються катіарами і траспіями і, нарешті, від молодшого брата походять ті, що називаються паралатами, а всі вони разом, як кажуть, називаються сколотами, а ця назва була ім'ям їхнього царя.[10] |
Отже, дружиною Папая у наведеному міфі названо саме «доньку річки Борисфен» (грец. «Βορυσθένεος τοῦ ποταμοῦ θυγατέρα»). Неодноразово зверталась увага на можливу тотожність доньки Борисфену та Апі, яку Геродот називає скіфською Геєю (грец. Γῆ), що, в свою чергу, наводить на думку щодо існування ще одного міфу (умовно «міфу про Бога Грози»), який є загальною індоєвропейською спадщиною та його скіфо-сколотський варіант було висловлено в остаточній редакції вже на території Пн. Причорномор'я, після визнання сколотами саме цієї території як Батьківщини («здобуття Батьківщини»). Саме з відображенням цієї події у міфології скіфів-сколотів, ймовірно, слід пов'язувати ремарку Геродота про «Первісну Скіфію».
Наступна частина сколотського міфу («у Таргітая було троє синів»), імовірно, доповнюється припущенням Ж. Дюмезіля щодо шлюбу Таргітая з Табіті.
Враховуючи висловлені пропозиції-додатки, скіфо-сколотський етнічний міф міг бути наступним:
| 1 | - Змій краде/ запирає води (дніпровськими порогами ?); - Бог Грози (Папай) вступає у двобій зі змієм, перемагає його та звільнивши воду (Апі), вступає з нею в шлюб; - від їх шлюбу народжується перша людина Скіл Таргітай. |
| 2 | - Першолюдина, герой-цивілізатор Скіл Таргітай, наслідуючи батька, скоює низку подвигів (звільняє тварин?); - Таргітай одружується з донькою сонця Табіті (дає людям вогонь?); - народження трьох синів — Ліпоксая, Арпоксая, Колаксая. |
| 3 | - Небесні дари та іспит братів золотом; - обраність Колаксая та сакральне право Колаксая та його нащадків на владу; - походження від трьох братів різних за соціальним статусом прошарків скіфо-сколотського суспільства або трьох головних етно-політичних груп скіфської орди /об'єднання: — від Колаксая — паралати (грец. τοῦ βασιλειον γένος), правлячий царський рід чи центр орди (не царі, а саме паралата — перші серед рівних, очільники); — від Ліпоксая — авхати (грец. τὣν πιλοφορικὣν), благородні чи привельоване праве «крило»; — від Арпоксая — катіари та траспії, загал чи ліве «крило» об'єднання скіфів. |

Тобто, божественне/небесне право на владу разом з другою частиною власних імен (-ксай чи -сай), нащадки Папая (Бога Неба чи Бога Грози) та Апі (саме доньки Борисфену — як визнання власної етнічної території) та сини Таргітая отримали внаслідок його шлюбу з Табіті, а отримавши небесне золото (символи влади) у сколотському загалі було визначено рід/ плем'я, яке має сакральне право владарювати й судити.
Продовження єдиного сколотського етнічного (етно-політичного) міфу, ймовірно, далі йшло трьома окремими сюжетними лініями (за кількістю синів Таргітая), а саме:
- сюжет Арпоксая та його нащадків (катіари-траспії) — ймовірно пов'язаний з загальноіндоєвропейським міфом про двох близнюків,

| різні ознаки вказують на те, що два боги-близнюки, які протегували третю функцію у індоіранців, діючи дуже дружно, займалися, мабуть, один кіньми, інший биками: такий в Індії статус епічних близнюків Накули і Сахадеви, які являють втілення богів — своїх батьків Насат'їв або Ашвінів, такі ж в Авесті і два персонажі-близнюки — Gəuš Urvan та Drvāspā («Душа бика» і «(богиня) зі здоровими кіньми»)… Отже, якщо серія з чотирьох цікавлячих нас імен має розподілитися по трьох функціях, то, заздалегідь ймовірно, що пара γενη, що походить від Арпоксая … відноситься до «третьої функції»;[15][16] |
- сюжет Колаксая та його нащадків паралатів (скіфів царських) — опосередковано пов'язується Геродотом зі «скіфським Посейдоном» Тагімасадом;[17] та підтверджується досить ранньою (до сер. VII ст. до н. е.) згадкою Колаксая у Алкмана (грец. ίππος... Κολαξαίος),[18] яка, в свою чергу, могла бути відлунням певного скіфо-сколотського сюжету про Колаксая та його міфічного коня.[19]
- щодо міфів про Ліпоксая та його нащадків відсутні будь-які відомості.

Висловлено думку, що у міфології сколотів був присутній сюжет вбивства старшими братами меншого, подібний до відомого авестійського, де Тур та Сайріма вбивають праведного Ар'ю. Незважаючи на безумовно спільне походження попередніх сюжетів (герой звитягою отримує дружину/дружин, три його сини та обраність найменшого) сколото-авестійські паралелі у продовженні цього міфу викликають певні сумніви, а саме:
- в Авесті вбивство Туром та Сайрімою меншого брата є міфічним поясненням споконвічної (за міфом) боротьби кочовиків та праведних землеробів;
- у сколотів три брати — епоніми чотирьох(!) народів, і «всі вони разом, як кажуть, називаються сколотами»,[20] що є відображенням зовсім іншої дійсності — існування об'єднання сколотів, яке складалося з чотирьох племен, представники яких, в свою чергу, мали дещо різний соціальний статус.

Наскільки є можливою сюжетна лінія вбивства епонімами авхатів, катіарів та траспіїв пращура очолюючих, перших (саме скіф. *paralata-, не скіф. *saya-) у сколотському суспільстві (з традицією «кровної» помсти тощо) сказати важко.
Окрім «скіфського» міфу Геродота доцільно розглянути ще дві згадки щодо походження скіфів-сколотів.
1. Пал та Нап (Діодор — Пліній).
 Цей міф ймовірно пов'язаний з племенами Передкавказзя та азійської частини Боспору, й лише з II ст. до н. е. з мігрантами стає відомим й у Тавриці.
2. Авхати, атернії, асампати (Пліній).
У цьому повідомленні, яке безумовно відноситься до 680-х рр. до н. е., цікавою є констатація факту, що на момент міграції на захід від р. Волги скіфська орда/ об'єднання вже мала тричленну структуру, та факт того, що етнонім авхати зберігся, а етнонім асампати майже повністю відповідає назві відомого скіфо-сколотського сакрального центру Екзампай, згаданих Геродотом у сер. V ст. до н. е. Якщо поява катіарів та траспіїв у складі скіфської орди закономірна, то на питання як у процесі Закавказьких воєн з'явилися паралати та де поділися атернії й асампати (чи не асампати > паралати (?)) наразі відповіді немає, але варто зауважити, що це припущення, окрім назви сакрального центру Скіфії, знаходить й інші паралелі у Геродота:
| Пліній   | Геродот             | Геродот         |
| Пліній   | епонім              | етнонім(и)      |
| -------- | ------------------- | --------------- |
| авхати   | Ліпоксай (старший)  | авхати          |
| атернії  | Арпоксай (середній) | катіари/траспії |
| асампати | Колаксай (менший)   | паралати        |

## Щодо легенди про смерть кімерійських царів. Смерть та поховальні звичаї
Щодо смерті «шляхетних» кімерійців Геродот повідомляє наступне: 
| «…скіфи перейшли за ріку Аракс і прибули в Кімерію (бо країна, де тепер живуть скіфи, кажуть, що за давніх часів була кімерійською). Кімерійці, коли побачили, що проти них виступило велике військо, почали радитися, що їм робити. Тут їхні думки поділилися надвоє, і кожна сторона наполягала на своїй думці. І найдостойнішою була думка царів, а думка більшості зводилася до того, що їм вигідніше віддалитися, ніж залишившися наражатися на небезпеку і чинити опір численним ворогам. Але думка царів була воювати до останнього з ворогами, обороняючи свою країну. Хоч як там було, ні більшість не хотіла послухатися царів, ні царі більшості. Отже, перші вирішили без бою покинути країну загарбникам і тікати від них, а царі вирішили краще бути вбитими і похованими на батьківщині, але не тікати з більшістю, згадавши, як їм було добре тут і які муки спіткають їх, якщо вони втечуть разом із більшістю. Скоро вони прийняли такі рішення, вони розділилися, обидві їхні частини стали рівними в числі і вони почали битися між собою. І всіх, що в битві було вбито, кімерійці поховали поблизу ріки Тірасу (2) (і їхні могили і тепер ще можна там бачити). Там їх поховали і після того вони покинули країну(3). Згодом прийшли скіфи, знайшли країну незалюдненою і зайняли її.»[28] |
| «…легенда … пов'язана з певною місцевістю країни, залишеної її першими мешканцями, й саме мешкаючі тут скіфи, а не кімерійці… називали низку, цілком ймовірно, стародавніх могил „кладовищем кімерійців“ … легенда … була приведена скіфами у відповідність із звичними для них образами. І зараз ще в осетинському епосі „самогубство народів“ — мотив настільки ж важливий, як і „самогубство старих“ … Але в легенді Геродота є ще й патетична тема колективного самознищення… кімерійці… за власної волі… винищують одне одного…»[15] |

## Походження савроматів
Щодо походження савроматів Геродот наводить скіфський міф в обробці елінів, яка пов'язує цей скіфський сюжет власне з міфологією Греції.
Головним чином скіфська частина міфу («скіфські юнаки одружуються з савроматками») є опосередкованим підтвердженням існування у скіфській культурі такого звичаю, як балц, щодо якого висловлено наступну думку:
| "Одним з найважливіших елементів традиційного осетинського виховання був інститут balc... Чоловік вважався досягнувшим повної зрілості, тобто тим, хто пройшов усі щаблі ініціації, лише після того, як здійснював послідовно усі три передбачених за звичаєм балца - річний, трирічний, сьомирічний. Перший же, річний, похід ... був одночасно й необхідною умовою для переходу юнака до вікового класу дорослих чоловіків... У більш ранню епоху участь у такій експедиції була, ймовірно, неодмінною умовою для вступу у шлюб."[18] |
Можливо, що цей міф відображав відносини між правлячими родами Скіфії та савроматів, що може пояснити й активну участь савроматів у Скіфо-перській війні (див. Скіфо-перська війна), й досить цікавий факт того, що скіфи, які за часів Спартокідів завжди були спільниками Боспору (єдиний відомий випадок contra — ДЕМОСФЕН, XXXIV. «ПРОТИ ФОРМІОНА О ПОЗИЦІ») у боспоро-яксаматській війні за Синдику залишилися осторонь (зауважимо, претендента на Сіндський трон звали Октамасад).

## Міфічний Птах та Хварно

### Хварно
В Авесті Хварно — «абстрактна божественна сутність, харизма, сакральна сила, що пов'язана з вогнем та уособлює вищу неземну першопричину». Власне Хварно має кожен цар (зображалося у вигляді німбу у Сасанідів), герой-воїн, землероб, рід, плем'я, країна. Для царів Хварно — символ богообраності та права на владу, для героїв — слави й звитяги, для землеробів — щастя та заможності. В Авесті згадано дві інкарнації Хварна — вогняний диск та птах Варагна. У мистецтві Сасанідів — зображується у вигляді гірського барану.
Щодо наявності у скіфо-сколотській міфології такої сутності як Хварно висловлювалися неодноразово. Але виділені наразі власне скіфо-сколотські епіграфічні чи наведені Геродотом та іншими античними істориками антропоніми, за винятком одного, не мають жодного словоутворення з застосуванням кореню *xvarənah-/ *farnah-. Отже, єдине таке ім'я — грец. Σαϊταφάρνος. Але належність Сайтафарна до скіфів сумнівна, ймовірніше, й Сайтафарн, й очолювані ним сайї — сармати-прохорівці, які знищили Причорноморську Скіфію, навіть якщо й назва сайїв й ім'я їхнього очільника стали відомі ольвіополітам за посередницьтва скіфів.
Сумнівності цим припущенням додає і власне наведений вище скіфський етнічний міф, у якому замість абстрактного Хварно ми бачимо цілком конкретні золоті речі — плуг, ярмо, сокира та чаша.
Отже, відсутність будь-яких прямих чи опосередкованих свідчень наявності Хварно у міфології скіфів-сколотів дає можливість для припущень щодо скіфо-сколотського Хварно лише на підставі пошуку спільних загальнодавньоіранських міфологічних символів, сюжетів, персонажів. Наскільки це виправдано при порівнянні персонажів архаїчої міфології сколотів, як представників групи іранських народів скіфо-сибірського культурно-міфологічного кола, та охарактеризованих «неймовірною абстрактністю» сутностей Авести, яка в свою чергу є реформованою моделлю світу іранців арало-каспійського культурного кола, принаймні, у цьому випадку, й, принаймні, наразі — сказати важко.

### Міфічний птах (Саена Варагна(?))
Орлоподібний міфічний птах — один з найпоширеніших персонажів скіфського мистецтва, який характерний не лише для одного певного етапу, а присутній на різних етапах скіфо-сколотської культури. Окремо слід звернути увагу на наступне:
- сюжет шматування хижим птахом тварини (риби);
- зображення хижого птаха на металевих шумких навершниках,[42] які, враховуючі паралелі з осетинської міфології,[8] безумовно були символом влади скіфських очильників різного рівня.

Враховуючи популярність та сталість сюжету терзання хижим птахом жертви. та велику популярність зображень хижого птаха можливо припустити, що у скіфо-сколотській міфології був присутній такий персонаж як птах Саена (Шиена) чи птах Варагна.
Саена. В Авесті — птах Саена (авест. *saēna-) схожий на орла, від якого походить персонаж пізнішого часу — Сенмурв, собака з крилами та риб'ячою лускою, який мешкає на Дереві Усіх Зерен, що росте на острові посеред моря Ворукаша; коли Сенмурв змахує крилами зерна сипляться в море та згодом попадають у землю.
У Ведах птах Шиена (санскр. *śyena) — орел чи сокіл.
Варагна. Можливо, що зображені птахи-хижаки з сюжетів шматувань та з металевих шумких навершників відповідають іншому авестійському персонажу — птаху Варагну, супутнику язата Веретрагни. У яшті, присв'яченому Веретрагні (Вертрагн-яшт (XIV), 7, 19-20), його описано так:
| І в сьоме постав Вертрагна, благе створіння Агури: ширяючим Варагною, знизу жертву шматуючи, ізверху жертву трощачи, з усіх птахів найспритніший, найшвидший із літаючих. З живих створінь лише він в леті стрілу наздогоне, навіть у пострілі дужім. Крила розпростав злітає разом з досвітней зорею. В сумраці знайде вечерю, в ранковій імлі — сніданок.[44] |
Вельми ймовірно, що на певному етапі Саена й Варагна були різними уособленнями одного мифічного орлоподібного персонажу, який у тій моделі світу відповідав як за народження, так й за смерть. Вичленування у слові авест. *vāraγn(a)- праіранського кореню *gan- / *-gna- дає підстави для припущення, що птах Саена мав друге ім'я — Варагна, що характеризувало його зворотню функцію — вбивсьтво-очищення заради нового життя.
Але наявний матеріал наразі не дає можливості остаточно вирішити це питання.

## Казан Аріанта та Екзампей
Серед див Скіфії, які Геродот бачив на власні очі, одне з найвідоміших — казан царя Аріанта, який сам Геродот описує так: 
| «Проте одну річ мені показали наочно. Отже, проміж рік Борисфен і Гіпаній є місцевість Ексампай, про яку я вже трохи вище згадував, коли сказав, що там є джерело з гіркою водою, котрого вода вливається в Гіпаній і його воду не можна пити. В тому місці стоїть казан… Цей казан у Скіфії вільно вміщує шістсот амфор і завтовшки цей скіфський казан має шість стіп. Як кажуть тубільці, його було зроблено з наконечників стріл. Отже, їхній цар, якого звали Аріант, захотів довідатися, скільки є скіфів, і для цього наказав усім скіфам кожному принести по одному наконечнику стріли. А хто не принесе, тому він загрожував смертю. Отже, коли йому принесли дуже багато наконечників стріл, він вирішив спорудити з них постійний пам'ятник. З них він зробив цей казан і присвятив його тому Ексампаєві. Оце я чув про населення Скіфії.»[46] |
Пов'язуючи це повідомлення з іншим (IV, 66), Ж. Дюмезіль проводить паралель з осетинським епосом «Діяння Нартів», а саме:
| «Ще у 1882 р. Всеволод Міллер запропонував розглядати цю почесну чашу як попередницю чарівного предмету — … великої чаші … Nart-amongæ… Етимологія Амонга зобов'язує вважати те значення цього слова, в якому воно найчастіше використовується в нартовських переказах: чаша дає знак й тим самим чи підтверджує слова Нартів відносно скоєних подвигів, чи викриває брехню…»[15] |
Щодо місцевості Екзампай, то 
| «за даними Геродота, розташовується в геометричному центрі цього чотирикутника [Скіфії]… В упорядкованому ж світі, згідно з архаїчними уявленнями, максимумом сакральності володіє саме центр світу, через який проходить axis mundi й де на початку світу здійснився акт творіння, що призвів до утворення упорядкованого космосу. Показово, що Геродот тлумачить назву Ексампей як Святі (Священні) Шляхи. Сакральні ж властивості центру світу визначаються насамперед тим, що саме через нього пролягає найкоротший шлях, що „зв'язує землю і людину з Небом і Творцем“… Не виключено, що саме з розміщенням на Гіпанісі скіфського культового центру пов'язано походження сучасної назви цієї річки — Буг…»[11][48] |
Окремої уваги заслуговує наступне:
- назва місцевості, де знаходиться «казан Аріанта», — Ексампай співзвучна назві одного зі скіфських племен, згаданих Плінієм — асампати;[49]
- в іншому місці Пліній пише, що Гіпаніс бере початок у землях авхатів.[50]

Якщо пов'язати все це з гіпотезою, що етнічний міф сколотів є відображенням тричленної побудови скіфської орди, то знаходження найбільшої скіфської сакральної посудини, біля якої раз на рік збиралися воїни щоби сповістити всім про власну звитягу та скоєні подвиги, саме у землях авхатів (грец. τὣν πιλοφορικὣν) чи на землях «Первісної Скіфії» є зрозумілим.
Загальновизнаної етимології назви Ексампай не висловлено.

## Походження енареїв
Щодо енареїв Геродот залишив наступні повідомлення:

| «…вони опинилися в сирійському місті Аскалоні, більшість скіфів пройшли містом, не завдавши жодної шкоди, але деякі з них затрималися і пограбували храм Афродіти Уранії. А храм цей, наскільки я можу судити за відомостями, що маю, є найдавнішим з усіх храмів цієї богині, які існують, бо і храм на Кіпрі звідси бере свій початок, як кажуть самі кіпріоти, і храм на Кітерах, його побудували фінікійці, також бере свій початок з цієї частини Сирії. На цих скіфів, які пограбували храм в Аскалоні, та на їхніх нащадків розгнівана богиня наслала жіночу хворобу. Справа в тому, що і самі скіфи так пояснюють походження цієї хвороби і мандрівники, що відвідують їхню країну Скіфію, можуть підтвердити становище цих хворих. Скіфи називають їх енареями.»[53] «А енареї, андрогіни, твердять, що мистецтву ворожби їх навчила Афродіта. Вони ворожать із липовою корою.»[54] |
Гіпократ доповнює Геродота («Про повітря, води й місцевості», 29-30): 
| «… серед скіфів є багато євнухів; вони виконують жіночі справи та говорять наче жінки; звуть таких енареями… До цієї хвороби мають схильність скіфські багатії — не люди найнижчого походження, а, навпаки, найшляхетніші та найбільш владні.» |
Арістотель (Нікомахова етика, VII  8 (VII)) свідчить, що «жіноча хвороба», ймовірно була одним з проявів енарейського комплексу, була поширена серед представників скіфського царського дому.

| «… це не обумовлено ані його природою, що передається спадково, ані хворобою, як, наприклад, спадкова жіночність царів скіфів, чи, врешті-решт, такими [причинами], за якими жіноча стать поступається чоловічій.»[55] |
Отже, Геродот наводить грецький міф щодо походження енареїв. Власне скіфський міф не зберігся, але певні міфологічні паралелі відомі як й у інших етносів індо-іранського кола, так й у інших індоєвропейських народів.
| «Геродот вважав (I, 105), що „жіноча хвороба“ енареїв була покаранням, яке наслала богиня на скіфів, що пограбували святилище Небесної Афродіти у місті Аскалоні, та на всіх їхніх нащадків. Під Небесною Афродітою (Афродітою Уранією) він мав на увазі одну з іпостасей Великої богині, яка виступала в Аскалоні під ім'ям Деркето та зображалася у вигляді напівжінки-напівриби. Але в іншому місці своєї праці той же Геродот повідомляє (IV, 67), що енареї були пов'язані з культовою практикою скіфської богині Аргімпаси, яку він ототожнює знову-таки з Афродітою. Таким чином, встановлюється досить міцний зв'язок не тільки між деякими скіфськими та близькосхідними релігійними уявленнями (Афродіта — Деркето — Аргімпаса), але й між їхньою культовою практикою. Такий зв'язок підтверджується ще й тим, що деякі походячі зі Скіфії зображення богині, не без підстав ототожнюваної іноді з Аргімпасою, демонструють певну близькість місцевої релігійної традиції з близькосхідною…»[57] |
| «Загадку скіфського енарейства потрібно шукати в ідеології скіфських культів… Бісексуальність та імпотенція подібних жерців пояснюється тим, що вони вважаються посередниками між двома космогонічними рівнями — Землею й Небом, тому-то вони й з'єднують у своїй особі елемент жіночий (Земля) та елемент чоловічий (Небо). Мова тут йде про ритуальну андрогінію — добре відому архаїчну форму божественої двоєдності та збігу протилежностей.»[56] |

## Скіфський Арей та його меч
| «Ареєві вони приносять жертви в інший спосіб. В центрі області(1) кожного народу існує священна споруда для Арея, яку вони роблять ось як: накладають в'язанки хмизу завдовжки і завширшки до трьох стадій, але не дуже високі. На них влаштовують чотирикутний майданчик, три сторони якого стримчасті, а на четверту можна зійти. Щороку вони накладають на цю споруду сто п'ятдесят возів хмизу (2), бо через непогоду вона постійно осідає. В таку купу хмизу кожен народ встромляє старий залізний меч, який є символом Арея. Цьому мечу вони щороку приносять у жертву овець та коней, крім тих жертв, що вони їх приносять іншим богам. А йому вони приносять ще таку жертву. Із кожної сотні ворогів, узятих у полон живими, вони вибирають одного і приносять його в жертву, але не так, як овець. Спершу вони ллють вино на голови, а потім ріжуть людей над посудиною і відносять кров на вершину тієї купи хмизу і обливають кров'ю меч (3). Туди наверх вони відносять кров, а внизу біля священної споруди роблять таке. В усіх зарізаних людей вони відрубують разом із плечем правицю і кидають відрубане в повітря і, закінчивши всі обряди, відходять. А рука, куди впаде, там і лежить, а окремо від неї труп зарізаної людини.»[58] |
На відміну від інших скіфських богів, яких Геродот згадав у своїй Мельпомені, «скіфського Арея» не названо його скіфським ім'ям, але описано ритуал жертвоприношення та святилища Арея.
| «ритуал, описаний Геродотом відноситься тільки до Арея, й справді свідчить про безперечне існування певного меча… що представляє бога. Але немає вже мови ані про володіння мечем, ані про будь-які ритуали царів, ані про те, що це талісман, що походить від легендарного минулого… кумиру Арея щорічно приносяться не тільки худоба та коні, а й люди … кров яких, зібрана в судини, проноситься над майданчиком та виливається на меч.»[15] |
Щодо організації жертовника скіфському Арею, то досить показовим є наступне:
| «На відміну від вертикальної структури світового дерева з її динамічною цілісністю, що символізується тріадою, горизонтальна площина описується числом чотири, яке є прообразом статичної цілісності, основи ідеально стійкої структури. З цієї особливості випливає використання числа чотири в міфах про створення Всесвіту і орієнтації в ній …»[1] (доцільно згадати й геродотове визначення Скіфії як «чотирикутної»). Тобто окрім лінії меч — бог/герой (меч — скіфський Арей, меч — Артур, меч — Батраз) жертовники скіфського Арея можна пов'язати ще з однім міфологічним образом — «Світовим Деревом», що, в свою чергу дає підстави для визначення «скіфського Арея» як сколотського варіанту індоєвропейського Бога Грози, можливо, з характерною як для воїнів-героїв (і богів-воїнів) рисою «furor»[15] (грец. «Νομάδων ἔκτανε θοῦρος Ἄρης·» — укр. «номадів бурний Арей»[59]). За відсутності лінгвістичних даних дослідження культу скіфського Арея можна проводити в основному на рівні ритуалу, який в цілому носить яскраво виражений військовий характер та може бути певною мірою співвіднесений з ритуалом чоловічих союзів з характерними для них екстатичними моментами… … міф про тотожність героя та його меча був відомий також кельтам, й близькість його з аналогічним осетинським міфом дозволяє віднести його до центральноєвропейської ізоглоси… Він був відомий фракійцям, іллірійцям, деяким німецьким племенам… Найбільш ж яскраво шанування меча проявилося у хето-хуррітському світі, де в другій половині ІІ тис. до н. е. існував культ бога-меча…» |
Реконструюючи загальноіндоєвропейський міф про Бога Грози В. М. Топоров та В. В. Іванов звертають увагу на:
1. зв'язок Бога Грози з горою, скелею, деревом (дубом), сухим (на противагу мокрому/вологому) й проводять паралель з хетським богом грози Пірвою —

| «…особливий інтерес представляє нещодавно виявлене найменування ритуального місця…: „будинок вершини бога Пірви“. У цьому найменуванні храму, мабуть, відображено давніше уявлення про поклоніння богу Пірві на височині…»; |
1. дії Бога Грози, опис яких ми можимо бачити в індійському варіанті цього загальноіндоєвропейського міфу:

| «…Врітра лежав розкиданий по різних місцях…»[12][60] | відповідно, ритуал, який повторює сакральний подвиг Бога Грози описано Геродотом: «в усіх зарізаних людей вони відрубують разом із плечем правицю… рука, куди впаде, там і лежить, а окремо від неї труп зарізаної людини».
Описуючи певні пам'ятки скіфського мистецтва С. С. Бессонова зауважує: 
| «…Папай, судячи з усього, був не єдиним богом пов'язаним з культом дерева та орла. Іншим таким богом був бог-воїн Арей, у культі якого виразно просліджено риси шаманського комплексу.»[4] |
Ймовірно 
| «слід думати, що йдеться не про декілька персонажів, а про декілька іпостасей однієї й тієї ж міфологічної істоти, яка кількістю цих іпостасей визначає параметри міфологічної моделі світу, як і світове дерево, пов'язане з цим персонажем.»[12] |
Отже, враховуючи певну сумбурність опису Геродота, припускаючи, що його бажання пов'язати богів скіфських та богів Елади могло привести до певних помилок, зважаючи на велику популярність «скіфського Арея» («В центрі області кожного народу існує священна споруда для Арея») можливо припустити, що «скіфський Арей» і батько (чи охоронець) усіх скіфів Папай один й той же бог — пращур та охоронець скіфів-сколотів. З цим припущенням співвідноситься й відома ремарка Амміана щодо алан:«У аланів голий меч встромлюють в землю, за варварським звичаєм, та вклоняються йому як Марсу, покровителю країни, якою кочують».
На користь ототожнення Папай-Скіфський Арей виступає персонаж з міфології осетин, нащадків носіїв культури скіфо-сарматського кола, а саме Тихост (дігор. Тухваст). Отже, щодо функцій Тихоста:
- Бог Грози;
- Охоронець та захисник громади;
- покровитель та захисник родини.

У весільних молитвах Тихост йде у парі з духом родинного вогнища, завжди слідом за ним, й тільки після звернення до цієї пари йде звернення до інших духів.
«…індоєвропейська форма міфу про Громовержця вельми специфічна та несе на собі відбиток цілком певної історичної епохи … Саме висунення на перший план в пантеоні Бога Грози опосередковано відображає зростаючу роль другої функції (військової) в соціальній структурі індоєвропейського загалу того часу…». Вищесказане можна без застережень застосувати для характеристики скіфо-сколотського суспільства, де друга (військова) функція домінувала беззаперечно як в політичному, так й в культурному плані, що знайшло відображення як у «Мельпомені» Геродота, так й в інших античних джерелах.
Докладніше: Папай (бог).

## Світове дерево у сколотській культурі
Світове дерево — це універсальний знаковий комплекс, 
| «…образ певної універсальної концепції, що визначала протягом тривалого часу модель Всесвіту в міфологічних традиціях Старого та Нового Світу. Світове дерево стало синтетичним засобом, що описує в міфопоетичній традиції світ. Отже, воно символізує просторову структуру Всесвіту. Потрійне членування по вертикалі верх — середина — низ, відповідно гілки — стовбур — коріння; птахи — копитні — плазуни або інші хтонічні тварини; сонце, місяць, зірки — людина, житло — атрибути підземного царства; голова — тулуб — ноги; позитивне — нейтральне — негативне тощо) ідеально відповідає уявленню про динамічну цілісність й через це може розглядатися як модель-схема будь-якого динамічного процесу, що припускає тріаду: виникнення — розвиток — занепад. Схема світового дерева в її горизонтальному трактуванні передбачає четверичну членування (передній — задній — правий — лівий; північ — південь — схід — захід; весна — осінь — літо — зима; чотири бога, чотири міфологічних герої, чотири вітри, чотири рослини, чотири тварини, чотири кольори, чотири елементи тощо) плюс виділення центру (як місця перетину а отже й зв'язку вертикалі з горизонтальною площиною та як місця перетину ліній зв'язку чотирьох координат горизонтальної площини). Горизонталь ж символізує ситуацію ритуалу: жертва, об'єкт шанування, жертводавець — у центрі, учасники ритуалу — праворуч й ліворуч. Чотиричленна структура світового дерева по горизонталі відповідає образу статичної цілісності, ідеально стійкої структури. Числова характеристика світового дерева зазвичай константна — сім (три + чотири), порівн. сім гілок дерева, сім птахів, сім небес, сім світил, сім поверхів підземного царства, сім місць по горизонталі в зображенні ритуалу тощо, чому відповідають й інші численні в міфопоетичній традиції приклади використання семи як досконалого числа…»[1] |
Отже, наразі відомо декілька прикладів наявності цього міфопоетичного образу й у скіфо-сколотській культурі.
1. На рівні ритуалу: організація святилищ Арея — чотирикутна площина зі встромленим у середину акінаком, який можливо поділити на три умовні частини:
 край леза у хмизі — коріння, 
лезо над хмизом — стовбур, 
руків'я — верхів'я (гілля).
2. На рівні соціально-політичному та етнічному: чотири напівміфічні етноси (паралати, авхати, катіари, траспії) організовано у тришарове суспільство:
 царський рід (грец. «τοῦ βασιλειον γένος») — паралати/ царі (центральна частина/ царство орди) — верхів'я (гілля), 
шляхетні (грец. «τὣν πιλοφορικὣν») — авхати/ воїни (праве крило орди) — стовбур,
прості — катіари-траспії/ загал (ліве крило) — коріння.[13]
3. На рівні географічному: три царства (центр орди, праве та ліве крило які певною мірою можна сприймати як вертикальну структуру) складають/ розташовані «скіфський тетрагон».